# Zimmer AG
Zimmer AG är ett tillverkningsföretag i Frankfurt am Main, Tyskland. Företaget tillverkar bland annat maskiner för tillverkning av polymerer, syntetisk fiber och andra plastmaterial.